# Венесуельська затока

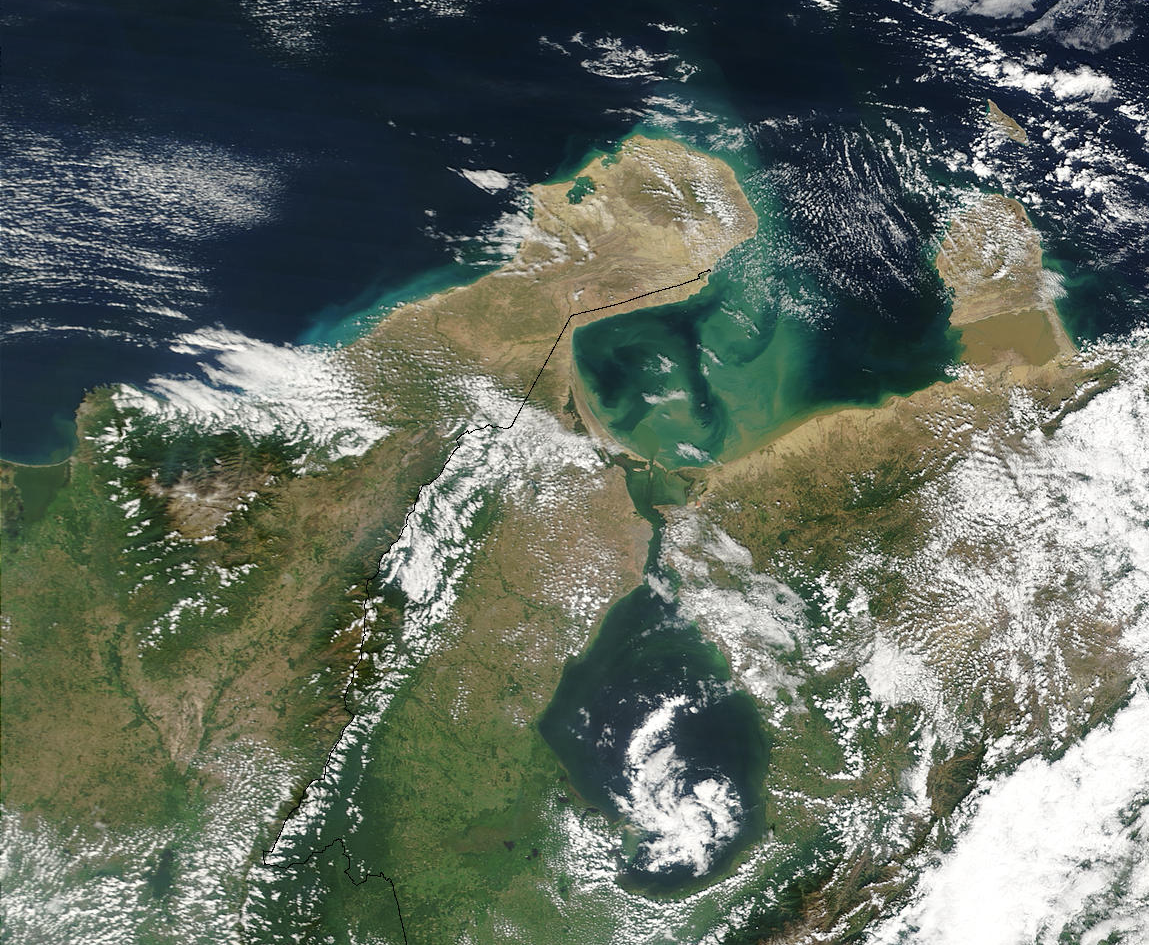

Венесуе́льська зато́ка (ісп. Golfo de Venezuela) — затока Карибського моря біля берегів Венесуели, між півостровами Гуахіра і Парагуана.
Омиває венесуельські штати Сулія і Фалькон, а також колумбійський департамент Гуахіра .
Довжина затоки 231 км, ширина біля входу 98 км. У південній частині затока з'єднується з озером Маракайбо через бухту Таблас і протоку шириною 6,5-22 км і завглибшки 11 м. Глибина самої затоки змінюється від 18 до 71 м. У східній частині в берег півострова Парагуана вдається невелика затока Коро. Береги Венесуельської затоки низькі, не оброблені через піщанні ґрунти. Припливи змішані, заввишки менш як 1 м.

## Історія
Затока була відкрита європейцями в 1499 році, коли експедиція під командуванням Алонсо де Охеда у супроводі Амеріго Веспуччі досліджувала узбережжя Південної Америки, збираючи інформацію і даючи назви новим землям. Води затоки є об'єктом прикордонної суперечки з часів отримання Колумбією і Венесуелою незалежності від Іспанії в XIX столітті.
Іспанська імперія не проводила кордонів у цьому районі, оскільки місцевий народ Гуахіра так і не вдалося підкорити. Кордон по суші було встановлено в 1941 році, але питання територіальних вод залишилося невирішеним.

## Економічна цінність
Затока має стратегічну важливість як судноплавний шлях у Карибське море, по якому перевозять нафту, що видобувається з родовищ на озері Маракайбо. У межах затоки також є родовище нафти. На берегах розташовані глибоководні нафтоекспортуючі порти Амауай , Пунто-Кардон і Пунто-Фіхо.